# 김희진 아카시아
아카시아는 포크가수 김희진이 2023년 9월 13일에 발표한 포크/포크록 가요이다.

발라드 풍의 포크음악을 주로 하는 김희진이 처음으로 발표한 포크록 음악이다.

김희진의 싱글앨범으로 발표되었으며 김희진 5집 앨범 수록곡이다.

## 가수
가수 김희진은 2000년에 그룹 '라나 에 로스포'에서 '사랑은'이라는 곡을 발표해 가수로 데뷔하였다. 

2003년 솔로가수로 전향하여 1집 앨범 '꿈을 꾸는여인'을 발표하였고 이후에도 많은 음반과 곡을 발표하며 중견 가수로서 활동을 계속하고 있다.

2012년과 2022년에 대한민국 연예예술상 여자 포크싱어상을 수상하였으며, 제주도로부터 '제주를 빛낸 예술인'에 선정되었다.

## 작사 작곡자
귀거래사ㆍ비오는거리ㆍ영원히 내게 등등

천재 작곡가이자 싱어송라이터인 김신우의 작사 작곡이다.

## 김희진의 2023년 발표 작품
- 바람소리 (김신우 작사 작곡)[3]
- 서귀포 돌고래 (유용기 작사 최성원 작곡)[4]
- 아카시아 (김신우 작사 작곡)[5]

## 아카시아 가사
사랑이 오려나 바람을 타고

오늘이 지나면 내게 오려나

햇살은 눈부셔 가슴은 설레는데

저 멀리 무지개 넘어 오려나

언제일까 아카시아 물든

가로수 거리에 사랑이 흐를까

나도 몰래 이 아픈 가슴에

그리움 속에 찾아와줄까

새하얀 꽃잎이 바람을 타고

하늘에 흩어져 날아가네요

어느 날 부르던 노래가 흘러나오면

지나간 추억이 다시 떠올라

언제일까 아카시아 물든

가로수 거리에 사랑이 흐를까

나도 몰래 이 아픈 가슴에

그리움 속에 찾아와 줄까

나도 몰래 숨겨진 가슴에

외로움 속에 말을 해줄까